# Suburban Shootout – Die Waffen der Frauen
Suburban Shootout – Die Waffen der Frauen ist eine satirische Comedyserie aus England. Die Serie wird von Feelgood Productions in Zusammenarbeit mit Oxygen und Paramount Comedy produziert.
Es wurden zwei Staffeln produziert und zuerst im britischen Sender Channel Five ausgestrahlt. Die erste Staffel besteht aus acht Episoden à 30 Minuten und wurde 2006 gesendet, die zweite Staffel hat sechs Folgen mit jeweils 30 Minuten Laufzeit, die aber auf Five 2007 in drei Folgen à 60 Minuten gezeigt wurde.
Ab dem 16. Januar 2007 wurde die erste Staffel der Serie auf dem deutschen Sender Comedy Central gesendet, ab 12. Januar 2010 auf Arte (erstmals im deutschen Fernsehen auch die zweite Staffel).

## Handlung
Joyce Hazeldine zieht mit ihrem Mann Jeremy in die wunderschöne Vorstadt „Little Stempington“. Bald erkennt sie, dass sich in der Vorstadt zwei Gruppen von Hausfrauen einen erbitterten Kampf liefern.
Nun versuchen beide Fronten, Joyce auf ihre Seite zu zerren.

## Episodenliste

### Staffel 1
| Nummer (gesamt) | Nummer (Staffel) | Originaltitel                           | Deutscher Titel                  |
| --------------- | ---------------- | --------------------------------------- | -------------------------------- |
| 1               | 1                | Hot Flush                               | Willkommen in Little Stempington |
| 2               | 2                | Super Sex Me                            | Die Bewährungsprobe              |
| 3               | 3                | Kill Bill                               | Der französische Deal            |
| 4               | 4                | Botox Rox                               | Die Botox-Party                  |
| 5               | 5                | Dance Chill                             | Rapper, Raves und 40 Riesen      |
| 6               | 6                | Throw Momma from the Train              | Shoppingtour nach Frankreich     |
| 7               | 7                | Let the Binging Commence                | Sodom und Gomorrha               |
| 8               | 8                | What Do I Hear for Rod Stewart’s Thong? | Suburban Showdown                |

### Staffel 2
| Nummer (gesamt) | Nummer (Staffel) | Originaltitel                        | Deutscher Titel            |
| --------------- | ---------------- | ------------------------------------ | -------------------------- |
| 9               | 1                | Nutcracker Suite                     | Russisches Roulette        |
| 10              | 2                | Eight Inches Uncut                   | Las Vegas auf Rädern       |
| 11              | 3                | In It For The Wildlife               | Rache muß sein             |
| 12              | 4                | Fight Club                           | Frau gegen Frau            |
| 13              | 5                | Daz Is Dead                          | Schatten der Vergangenheit |
| 14              | 6                | Bring Me the Head of Joyce Hazeldine | Der Tod steht ihr gut      |

## Auszeichnungen
Auf dem Monte-Carlo TV Festival 2007 wurden die Produzenten der Serie mit dem Golden Nymph ausgezeichnet.

## Trivia
- Joyce Hazeldines Auto sollte ursprünglich ein Renault Twingo sein, da jedoch keiner gefunden werden konnte, wurde ein Fiat Panda als Ersatz gewählt.
- Das Ortsschild von Little Stempington taucht lediglich in den ersten vier Episoden auf, weil der Drehbuchautor Roger Becket es vom Set stahl. Es liegt derzeit unter seinem Bett in seinem Haus.[2]
- Die Dreharbeiten fanden hauptsächlich in Pinner, London, statt.